# Dudleya linearis
Dudleya linearis är en fetbladsväxtart som först beskrevs av Edward Lee Greene, och fick sitt nu gällande namn av Nathaniel Lord Britton och Rose. Dudleya linearis ingår i släktet Dudleya och familjen fetbladsväxter. Inga underarter finns listade i Catalogue of Life.